# MADE IN LGYankees
『MADE IN LGYankees』（メイド・イン・エルジーヤンキース）は、日本のヒップホップユニット・LGYankeesが2009年9月16日にハドソン・ミュージックエンタテインメントから発売したメジャー2枚目（通算3枚目）のオリジナルアルバムである。

## 内容
前作『NO DOUBT!!! -NO LIMIT-』から約1年ぶりとなるオリジナルアルバム。
初回限定盤と通常盤の2形態で発売され、初回限定盤には特典として「Photograph feat. Noa」「LG's Life」「Message feat. 城南海」のミュージック・ビデオを収録したDVDが同梱された。
今作のCMには大山のぶ代がナレーションを担当している。
今作発売後にRYOが脱退したため、RYOが在籍した最後の作品となった。

## 収録曲
1. MADE IN LGYankees -Intro-
作曲：DJ No.2
今作のイントロ。
2. Success Thru The M.I.C
作詞：LGYankees
作曲：DJ No.2
3. LG's Life
作詞：LGYankees
作曲：NO DOUBT TRACKS
4. Photograph feat. Noa
作詞：LGYankees
作曲：NO DOUBT TRACKS、DJ No.2
5. Back Wild feat. GIO,ITACHI
作詞：LGYankees、GIO、ITACHI
作曲：DJ No.2
6. Cluck Over
作詞：LGYankees
作曲：NO DOUBT TRACKS
7. fam feat. SO-TA
作詞：LGYankees、SO-TA
作曲：NO DOUBT TRACKS
8. Never Mind
作詞：LGYankees
作曲：DJ No.2
9. The Best Business
作詞：LGYankees
作曲：DJ No.2
10. Love Sick feat. 中村舞子
作詞：LGYankees
作曲：DJ No.2
11. Nodoubt Folks feat. Clef,ShaNa,PURPLE REVEL,headphone-Bulldog
作詞：LGYankees、Clef、ShaNa、PURPLE REVEL、headphone-Bulldog
作曲：DJ No.2
12. Message feat. 城南海
作詞：LGYankees
作曲：DJ No.2
13. Good Luck Homies feat. 山猿
作詞：LGYankees、山猿
作曲：DJ No.2
14. MADE IN LGYankees -Outro-
作曲：DJ No.2
今作のアウトロ。
15. Dangerous Game
作詞：LGYankees
作曲：DJ No.2
今作のボーナストラック。

## 参加ミュージシャン
LGYankees
- HIRO：MC
- RYO：MC
- DJ No.2：Manipulate & Guitar & Bass

Additional Musician
- Noa：Guest Vocal (#3)
- GIO：Guest Vocal (#4)
- ITACHI：Guest Vocal (#4)
- SO-TA：Guest Vocal (#7)
- 中村舞子：Guest Vocal (#10)
- ShaNa：Guest Vocal (#11)
- Clef：Guest Vocal (#11)
- 城南海：Guest Vocal (#12)
- 山猿：Guest Vocal (#13)
- 田中大樹：Guitar
- 本條秀太郎：三味線 & 三線 (#12)

## タイアップ
LG's Life
テレビ東京系『モヤモヤさまぁ〜ず2』エンディング・テーマ
Photograph feat. Noa
レコチョクCMソング
Message feat. 城南海
テレビ朝日系『地球号食堂〜エコめし宣言』エンディング・テーマ
Good Luck Homies feat. 山猿
「クローズ×WORST」トリビュートソング
Dangerous Game
ニンテンドーDS用ソフト「マイアミクライシス」テーマソング